# Alabama jezik
Alabama jezik (alibamu; ISO 639-3: akz), jezik Alabama Indijanaca kojim govori 100 ljudi (1997 T. Montler) od 460 etničkih (2000 US popis) u Teksasu na rezervatu Alabama-Coushatta.
Pripada istočnoj skupini jezične porodice muskogi. Pred engleskim [eng] mu prijeti opasnost od izumiranja.

## Vanjske poveznice
- Ethnologue (14th)
- Ethnologue (15th)